# Hermacha nigrispinosa
Hermacha nigrispinosa is een spinnensoort in de taxonomische indeling van de Entypesidae.
Hermacha nigrispinosa werd in 1917 beschreven door Tucker.